# Finestra de Kaiser

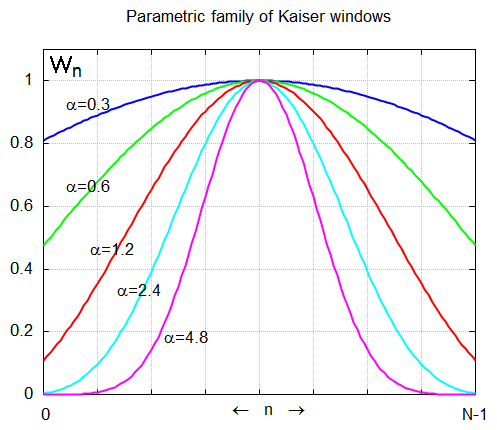
Família de finestres Kaiser

La finestra de Kaiser és una finestra wk molt propera a la ideal utilitzada per processament de senyals digitals definida per la fórmula:
{\displaystyle w_{k}=\left\{{\begin{matrix}{\frac {I_{0}(\pi \alpha {\sqrt {1-(2k/n-1)^{2}}})}{I_{0}(\pi \alpha )}}&{\mbox{si }}0\leq k\leq n\\\\0&{\mbox{resta}}\\\end{matrix}}\right.}
on I0 és la funció de Bessel modificada de primer tipus d'ordre zero, α és un nombre real arbitrari que determina la forma de la finestra i n és un nombre natural que determina la mida de la finestra.